# Normanville, Seine-Maritime
Normanville là một xã thuộc tỉnh Seine-Maritime trong vùng Normandie miền bắc nước Pháp.

## Huy hiệu
| Arms of Normanville | The arms of Normanville are blazoned: Azure, a cross fourchée argent between 4 mullets of 6 points voided Or. (a cross fourchée in English heraldry would have the points splayed out more, but the French and English terms seem to be considered equivalent.) |

## Dân số
| 1962                                              | 1968 | 1975 | 1982 | 1990 | 1999 | 2006 |
| ------------------------------------------------- | ---- | ---- | ---- | ---- | ---- | ---- |
| 423                                               | 448  | 422  | 423  | 530  | 589  | 593  |
| Starting from 1962: Population without duplicates |      |      |      |      |      |      |